# El chico invisible
The Invisible Boy (también conocido como SOS Spaceship ) es una película de ciencia ficción estadounidense en blanco y negro de 1957 de Metro-Goldwyn Mayer, producida por Nicholas Nayfack, dirigida por Herman Hoffman y protagonizada por Richard Eyer y Philip Abbott . Es la segunda aparición cinematográfica de Robby the Robot, el personaje de ciencia ficción que "se robó el show" en Forbidden Planet (1956), también estrenada por Metro-Goldwyn-Mayer. Según una sutil historia de fondo implícita en The Invisible Boy, el robot es el mismo personaje que en Forbidden Planet , que se desarrolla en el siglo XXIII; Robby regresa a la era de mediados del siglo XX de la película gracias a un viaje en el tiempo.

## Trama
En 1957, Timmie Merrinoe ( Richard Eyer ), un niño de diez años, solo quiere un compañero de juegos. Después de un encuentro peculiar con una supercomputadora operada por el laboratorio de investigación de su padre, está misteriosamente investido con una inteligencia superior y vuelve a ensamblar un robot que su padre y otros científicos habían estado dispuestos a descartar como basura irreparable. (Se explica que un científico desaparecido afirmó haber desarrollado una máquina del tiempo y recuperó el robot del futuro: una fotografía en la pared muestra el regreso a la Tierra del crucero espacial de "Forbidden Planet" y la llegada de "Robby the Robot." ) Nadie le presta mucha atención al robot después de que Timmie vuelve a ponerlo en funcionamiento, hasta que la madre de Timmie se enfada cuando su hijo es llevado al aire por una enorme cometa con motor que Robby ha construido a instancias de Timmie (una vez que Timmie, incitado por la supercomputadora, ha desactivado la programación de Robby para nunca poner en peligro a un humano). Cuando Timmie expresa su deseo de poder jugar sin ser observado por sus padres, Robby, con la ayuda de la supercomputadora, lo vuelve invisible. Al principio, Timmie usa su invisibilidad para gastar bromas simples a sus padres y otras personas, pero el estado de ánimo pronto cambia cuando queda claro que la supercomputadora es independiente, ingeniosa y malvada. La supercomputadora había manipulado a Timmie para que alterara la programación de Robby y, durante muchos años, manipuló a sus creadores para que aumentaran su inteligencia. Puede controlar a Robby electrónicamente y luego usa hipnosis e implantes electrónicos para controlar a los seres humanos, además de intentar apoderarse del mundo usando un satélite de armas militares. (Más tarde declara su intención de destruir toda la vida en la Tierra y luego conquistar toda la galaxia y exterminar cualquier vida que contenga, incluso las bacterias. ) La supercomputadora lleva cautivo a Timmie a bordo del cohete; el ejército intenta detener a Robby, pero toda su artillería y armas no tienen ningún efecto sobre él. Robby aborda el barco, que despega rápidamente. La supercomputadora le ordena que mate a Timmie mediante una tortura quirúrgica lenta para obligar a sus padres. Pero Robby libera a Timmie en lugar de escuchar a la supercomputadora. El Dr. Merrinoe les dice a Timmie y Robby que permanezcan a bordo del barco, ya que tiene suficientes suministros para un año. En cambio, Timmie y Robby regresan a la Tierra. Timmie y el Dr. Merrinoe regresan al laboratorio para apagar la supercomputadora, pero esta los detiene. Robby luego aparece y se vuelve contra la supercomputadora, destruyendo su fuente de energía. Todo vuelve a la normalidad, encontramos a los Merrinoe pasando una noche tranquila, el Dr. Merrinoe está a punto de azotar a Timmie como castigo por ignorarlo. Sin embargo, Robby lo detiene (cuya programación protectora ha sido restaurada), y la película termina con una toma de los Merrinoes y Robby pasando una velada pacífica juntos.

## Elenco
- Richard Eyer como Timmie Merrinoe
- Philip Abbott como el Dr. Tom Merrinoe
- Diane Brewster como Mary Merrinoe
- Harold J. Stone como el general. swayne
- Robert H. Harris como el Prof. franco allerton
- Dennis McCarthy como el Coronel. macklin
- Alexander Lockwood como Arthur Kelvaney
- John O'Malley como Prof. baine
- Robby el robot como Robby
- Gage Clarke como el Dr. Bannerman
- Than Wyenn como Prof. Zeller
- Jefferson Searles como el Prof. Foster (como Jefferson Dudley Searles)
- Alfred Linder como Martin / Computadora
- Ralph Votrian como sargento de la primera puerta
- Michael Miller como sargento de la segunda puerta
- Marvin Miller como Robby the Robot (voz) (sin acreditar)

## Recepción
Según los registros de MGM, la película ganó $390,000 en los EE. UU. y Canadá y $450,000 en otros lugares, para un total de $840,000. Con un presupuesto de $384,000, esto resultó en una ganancia de $456,000. 

## Medios domésticos
El largometraje completo aparece como extra en el DVD Forbidden Planet 50th Anniversary lanzado en 2006 y en el Blu-ray lanzado en 2010. Incluso en el Blu-ray, la película está en definición estándar.

## Otras lecturas
- Eder, Bruce (n.d.). «The Invisible Boy (1957)». allmovie by Rovi. «But in its own low-budget way, it is a fascinating pop-culture artifact of its time. And it is a lot of fun, just as a notion for a science fiction/adventure film, with a very dark side to the serious component of the plot.»
- Schwartz, Dennis (9 de mayo de 2004). «The Invisible Boy». Ozus' World. «Adults as well as children should be entertained by this sci-fier that succeeds without much technological gadgetry, instead relying on its charm.»